# 埃施 (巴塞尔乡村州)
埃施是瑞士巴塞尔乡村州的一座城市，面积7.39平方公里，人口9,929人（2005年）。